# 方怡德
方怡德（Fong Yi Tak，1990年9月20日—），香港女子劍擊運動員。中學時就讀於梁文燕紀念中學（沙田）。

## 簡歷
方怡德從中二起隨學校劍擊隊學習劍擊，後獲導師提名，獲選由香港體育學院主辦的「明日之星」甄選計劃，加入了體院的劍擊隊，跟隨教練王銳基、Tahir Kamil Hakimov 和 Andras Decsi 練習。
2010年，方怡德代替受傷出的周梓淇代表中國香港參加廣州亞運會女子團體佩劍比賽，惜在賽前扭傷腳腕致骨裂，無緣出戰；但其隊友最終仍能贏得該面銅牌。

## 個人榮譽
- 香港體育學院傑出青少年運動員（2007年第三季）